# Сексред (король Эссекса)
Сексред (др.-англ. Sexred, Sexræd) — король Эссекса, который правил совместно со своим братом Севардом и ещё одним братом, чьё имя неизвестно.
Их отец Саберт обратился в христианство в 604 году. Сексред, Севард и их брат (его имя неизвестно; предполагают, что его могли звать Сигеберт или он был Сексбальдом, отцом короля Свитхельма) и его братья отказались принимать христианство, открыто поклоняясь языческим богам и позволяя людям делать то же самое. Они изгнали Меллита, епископа Лондона.
В 623(?) Сексред, Севард и их брат были убиты в битве с Уэссексом. Им наследовал Сигеберт Малый.